# عملیات سیتادل
عملیات سیتادل (آلمانی: Unternehmen Zitadelle) یک عملیات تهاجمی آلمان در ژوئیه ۱۹۴۳ علیه نیروهای اتحاد جماهیر شوروی سوسیالیستی در کورسک برجسته در طول جنگ جهانی دوم در جبهه شرقی (جنگ جهانی دوم) بود که آغازگر نبرد کورسک بود. عملیات دفاعی عمدی که شوروی برای دفع تهاجم آلمان اجرا کرد، عملیات دفاعی استراتژیک کورسک نامیده می‌شود.